# Droga wojewódzka 204
Die Droga wojewódzka 204 (DW 204) ist eine 600 Meter lange Droga wojewódzka (Woiwodschaftsstraße) in der polnischen Woiwodschaft Kujawien-Pommern, die vollständig in der Stadt Solec Kujawski im Powiat Bydgoski liegt.

## Straßenverlauf
Woiwodschaft Kujawien-Pommern, Powiat Bydgoski
- 0 km  Solec Kujawski (Schulitz) (DW 249)
- 0,05 km  Empfangsgebäude, Cierpice (Schirpitz)
- 0,6 km  Bahnübergang
- 0,6 km  Solec Kujawski (Schulitz)